# Oviscapte

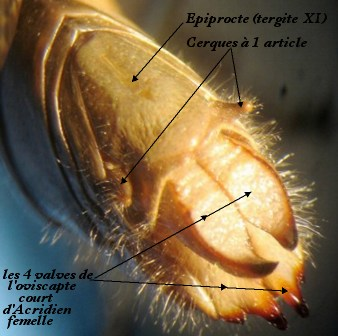

Cet article concerne l'organe de ponte des insectes. Pour l'outil de forage, voir tarière.
En entomologie, l'oviscapte ou ovipositeur (noms masculins) est l'appendice abdominal, généralement long et effilé, à l'aide duquel de nombreuses femelles d'insectes (en particulier chez certaines espèces d’Hyménoptères parasites, proches des guêpes) déposent leurs œufs dans les endroits les plus favorables à leur incubation. Cet organe sert aussi souvent à percer des végétaux, le sol ou les larves d'autres insectes ; dans ces cas, on le désigne par le terme tarière, en référence à l'outil.
Il existe plusieurs types d'oviscaptes : généralement, cet organe de ponte est en forme de sabre (ou de poignard recourbé) comme chez certaines Sauterelles (Ensifères, ensis = épée), insectes de l'ordre des Orthoptères. D'autres insectes comme les Raphidies (super-ordre des Mécoptéroïdes) présentent également ce type d'organe, chez les femelles.

## Galerie
- Tettigonia viridissima en train de pondre avec son ovipositeur dans le sol.

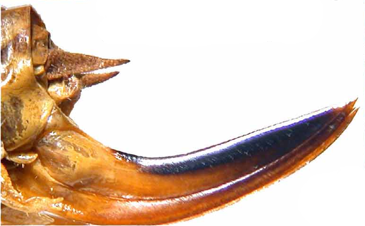
Ovipositeur de Decticelle bariolée (Roeseliana roeseli).
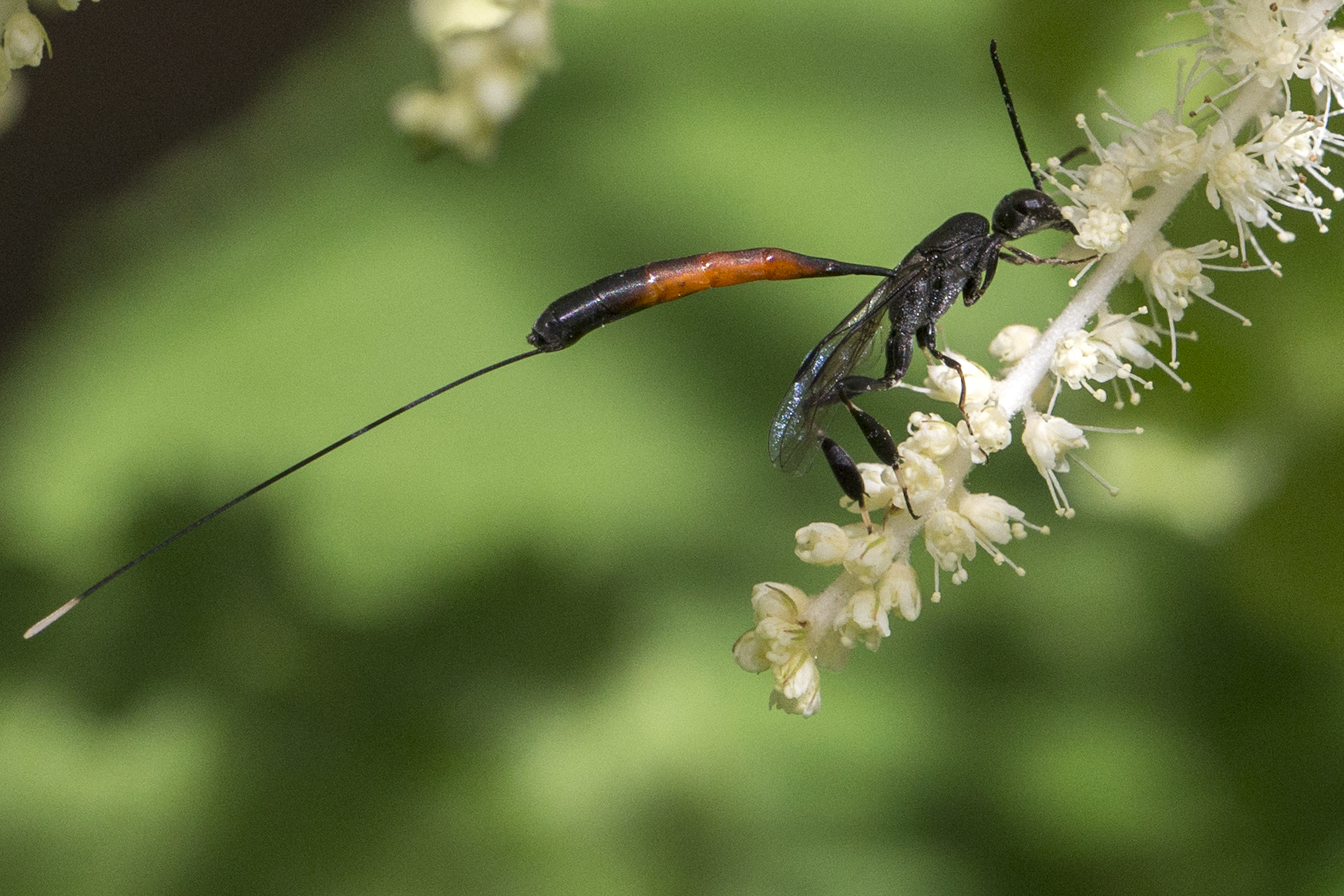
Ovipositeur d'un hyménoptère, Gasteruption jaculator, le gastéruption à javelot.
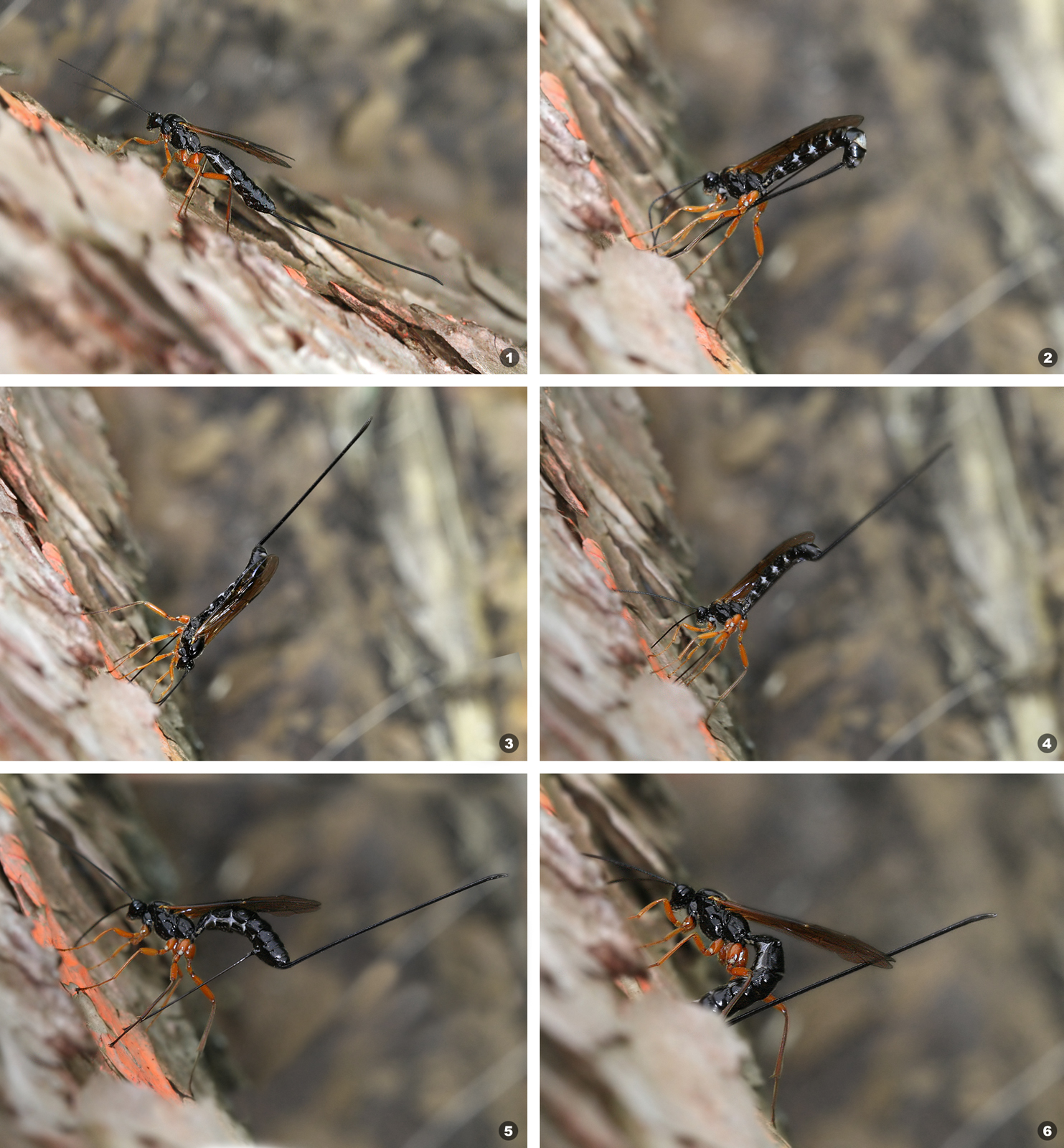
Oviposition chez l'ichneumon Dolichomitus.
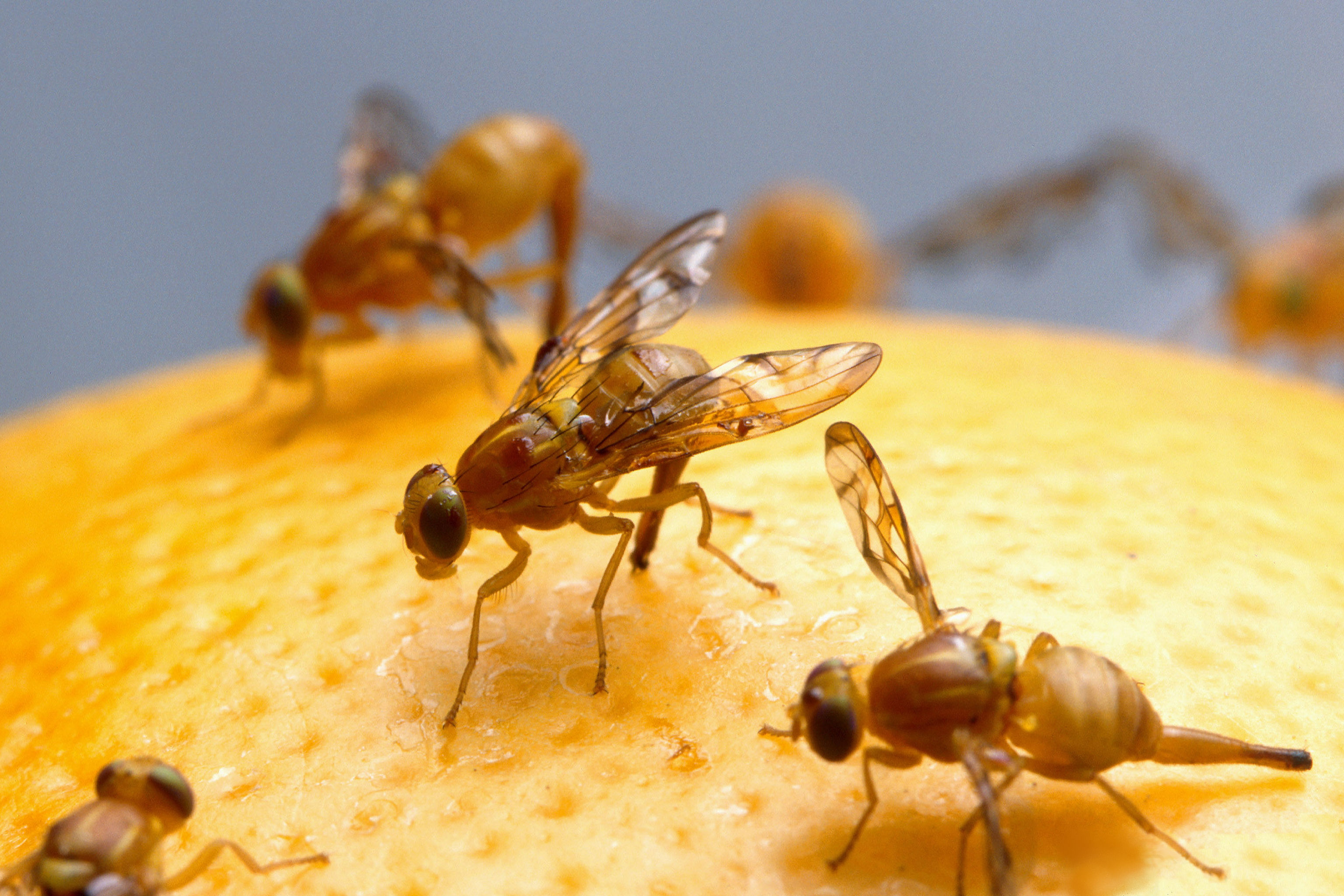
Ovipositeur de la mouche à fruit mexicaine (Anastrepha ludens) en train de pondre sur un pomélo.